# Miłość jak ogień
„Miłość jak ogień” – singel Edyty Bartosiewicz z płyty Wodospady.

## Lista utworów
Opracowano na podstawie materiału źródłowego.
1. Miłość jak ogień (muz., sł. E. Bartosiewicz) 3:35